# ASBIS
ASBIS (МФА: [asbis]; по-русски пишется «АСБИС») — крупный международный холдинг, занимающийся дистрибуцией IT-продуктов (мобильные устройства, программное обеспечение, компьютерные комплектующие) в странах Центральной и Восточной Европы, Ближнего Востока и Африки. Штаб-квартира холдинга расположена в Лимасоле (Кипр).
Компания занимается распространением широкого спектра готовых IT-продуктов и компонентов для сборщиков, системных интеграторов, компаний оптовой и розничной торговли. ASBIS является официальным дистрибьютором таких брендов, как Intel, Advanced Micro Devices (AMD), Seagate Technology, Western Digital, Samsung, Microsoft, Toshiba, Dell, Acer, Hitachi и Apple. Значительная часть доходов компании приходится на продажи потребительской электроники под собственными торговыми марками Prestigio и Canyon. В июне 2018 года в Праге был представлен новый собственный бренд Perenio, который предлагает комплексные решения в области управления помещениями и зданиями с помощью Интернета вещей (IoT).

## История
Компания ASBIS была основана в Беларуси в 1990 году, а в 1992 году подписала первый контракт на дистрибуцию систем хранения данных с американской компанией Seagate Technology. К 1994 компания вышла на российский и украинский рынки информационных технологий.
В 1995 ASBIS Enterprises Limited была зарегистрирована на Кипре в качестве холдинговой компании. К 1997 году доход компании превысил 100 млн долл. и ASBIS был признан самым быстрорастущим дистрибьютором компьютерных компонентов в Европе, Африке и на Ближнем Востоке.
В течение 1998 года дочерние компании ASBIS были открыты в Чехии, Хорватии, Югославии, Венгрии, Польше, Румынии, Болгарии и Словении. В 1999 году для обслуживания собственных дочерних компаний и ключевых клиентов в 10 странах Центральной и Восточной Европы был открыт офис в Праге, а в 2000 году для Ближнего Востока открылся офис компании в Дубае.
В 2001 году Intel признаёт компанию ASBIS самым быстрорастущим дистрибьютором коммуникационных продуктов на рынках развивающихся стран Европы. В 2002 году ASBIS достигает дохода в 540 млн долл., который представляет собой 44 %-ный рост по сравнению с 2001 годом. Продукты собственной торговой марки компании – Canyon стали доступны более 10,000 покупателей в 20 странах мира. В 2002 году инвесторами компании стали Greek Black Sea Fund и Альфа-Банк. К 2004 году у компании открыто 37 офисов в 25 странах, оборот составляет 680 млн долл., а 4 центра дистрибуции и 33 местных склада обслуживают более 11 000 активных клиентов по всему миру.
В 2006 году компания попадает в листинг альтернативного инвестиционного рынка при Лондонской фондовой бирже, а уже в 2007 компания ASBIS выходит на IPO на Варшавской фондовой бирже. В 2011 году  было продано 36,7 % акций компании. В 2009 году компания, справляясь с последствиями мирового экономического кризиса, заключила 25 новых дистрибьюторских соглашений, в том числе и с компанией Apple для Грузии и 9 стран СНГ. 
В 2007 году компания ASBIS расширила дистрибуцию ноутбуков Toshiba на Восточную и Южную Европу. Подписала дистрибьюторское соглашение с Dell. ASBIS и Seagate отметили 15 лет успешного партнёрства. ASBIS признан лучшим партнёром PQI и XpertVision и удостоен награды Intel за выдающийся рост продаж. Компания завоевывает доверие инвесторов и успешно завершает IPO на Варшавской фондовой бирже.
По итогам 2008 года, ASBIS закрепил свои позиции на развивающихся рынках Латвии, Боснии и Герцеговины. Интернет-магазин b2b e-shop был запущен в Турции, Латвии и на Кипре. ASBIS расширяет дистрибьюторские соглашения с Microsoft, Dell, Corsair и Toshiba. Новые дистрибьюторские соглашения были подписаны с ABBY и Philips. ASBIS получил награду от Intel за рост доходов от материнских плат, признан "лучшим партнёром" Microsoft и удостоен награды от Dell. Выручка компании выросла на 7,1% к прошлому году.
Мировой финансовый кризис не мог не отразиться на бизнесе компании и 2009 год стал самым тяжелым для ASBIS. Но благодаря проактивным действиям компании удалось пережить этот непростой для всего рынка период и оперативно перестроиться в новых условиях. ASBIS расширил дистрибуцию ПО Microsoft на страны Восточной и Южной Европы, подписал ряд соглашений с другими разработчиками. Компания получила статус платинового партнёра от компании Lenovo. За этот год ASBIS было подписано более 25 дистрибьюторских контрактов, в том числе с Apple на территории Грузии и ещё 9 стран СНГ, Western Digital и Infortrend. Это благоприятно повлияло на продажи и позволило их увеличить к концу года, когда влияние кризиса на рынок несколько ослабло.
В 2010 году польза перестройки компании и изменения продуктового портфеля стала очевидной и стала приносить свои результаты. Таким образом показатели улучшились на всех уровнях: от оборотов до чистой прибыли. Наиболее важным фактом стало восстановление позиций на крупнейших рынках - в России и Украине. ASBIS улучшила свой портфель продуктов, заключив дистрибьюторские соглашения с AVG Technologies и расширив текущие договорённости с Dell, Buffalo, Toshiba, Hitachi и Acer. Это позволило компании значительно улучшить позиции на рынке, увеличить обороты и получить ряд наград: "IT Distributor of the Year in Slovakia", "Components Distributor of the Year in MENA Region".
Значительное укрепление позиций компании на рынке и оптимизация продуктового портфеля привели к тому, что в 2011 году компания ASBIS уже третий раз подряд номинируется на премию "EMEA Channel Academy 2011 Awards" в четырёх регионах присутствия и становится победителем в номинации "Middle East & North Africa Distributor of the Year". Компания получила права на дистрибуцию от компаний Microlab, Team Group Inc., Point of View, OCZ, Symantec, Netgear, Parallels и QLogic и стала первой компанией на рынке EMEA, которая предлагала своим партнёрам модули памяти от бренда AMD. В 2011 году компания получила награды: "Value Added Distributor of the Year in Slovakia”, “Distributor of the Year in Middle East”, выбор читателей журнала "Reseller World ME".

## Деятельность
Компания ASBIS занимается продажей мобильных гаджетов, компьютерных программ и компьютерной техники на рынках следующих стран: Украина, Польша, Эстония, Румыния, Хорватия, Сербия, Венгрия, Беларусь, Болгария, Чехия, Литва, Словения, ОАЭ, Словакия, Нидерланды, Ирландия, Кипр, Россия, Марокко, Турция, Латвия, Босния и Герцеговина, Италия, Казахстан, Германия, Саудовская Аравия, Молдова.
Штаб-квартира компании, находящаяся на Кипре, координирует работу 2 логистических центров в Чехии и Объединённых Арабских Эмиратах. А 27 локальных офисов в 26 странах позволяют компании осуществлять поставки для более 32 000 клиентов из более чем 60 стран мира. Основные объёмы продаж компании приходятся на рынки стран СНГ (40,41 %), рынки стран Центральной и Восточной Европы (34,82 %), Ближнего Востока (13,20 %) и Западной Европы (8,31 %).
По данным на 2011 год 25 % дохода компания получает от продажи товаров собственного товарного знака компании Prestigio, а 75 % прибыли приходится на дистрибуцию электроники от таких мировых брендов, как HP, Dell и Lenovo. Компания ASBIS также является эксклюзивным дистрибьютором продуктов компании Apple во всех странах СНГ, кроме России и Украины.
В 2012 году выручка компании от продажи продукции собственных брендов достигла рекордной суммы в 157 590 долл. и составила 9,03 % от общей выручки компании. В 2000 году компания начала разработку собственной интернет-платформы IT4Profit. Платформа используется для электронной коммерции в секторе B2B, а также для обмена данными между компанией и её дочерними предприятиями. К 2011 году сделки, совершенные через платформу IT4Profit составили около 55 % оборота компании.
В период с 2006 по 2014 выручка компании выросла в 30 раз, было налажено сотрудничество с крупнейшими российскими электронными ретейлерами (Евросеть, Эльдорадо, М.Видео и другими), бренд Prestigio стал лидером российского рынка GPS-навигаторов и вышел на 3-е место российского рынка планшетных компьютеров. Были достигнуты договорённости с Google, немецкой Deutsche Telekom и началась плотная работа с Intel.
В 2015 году компания АСБИС запустила новую линейку продуктов под брендом Prestigio - кнопочные телефоны. В это время тренд популярности таких девайсов стал уже очевидным. В середине 2015 года первые мобильные телефоны появились в продаже в Европе. 

### Показатели деятельности
По итогам 2011 года выручка компании ASBIS составила 1,48 млрд долл. Этот показатель на 3,28 % выше соответствующего ему показателя 2010 года. Чистая прибыль холдинга продемонстрировала значительный рост, увеличившись почти на 335 % по сравнению с показателем 2010 года. Итоговая сумма чистой прибыли компании за 2011 год — 5,66 млн долл. (при показателе 2010 года — 1,3 млн долл.).
Операционная прибыль компании достигла 15,66 млн долл., превысив показатель 2010 года в 9,44 млн долл. на 66 %. Показатель EBITDA вырос с 12,4 млн долл. в 2010 г. до 18,7 млн долл. в 2011. В итоге его рост составил 50,7 %.
По результатам работы компании в 2012 году выручка выросла на 17,73 % и составила 1,744 млрд долл. Операционная прибыль достигла 20,220 млн долл., а чистая прибыль превысила показатель предыдущего года на 59,84 % и приравнялась к 9,047 млн долл. Показатель EBITDA вырос до 23,02 млн долл., превысив показатель за 2011 год на 23,11 %.
По итогам 2018 года выручка компании ASBIS составила 2,1 млрд долл. Этот показатель на 39 % выше соответствующего ему показателя 2017 года. Чистая прибыль холдинга продемонстрировала значительный рост, увеличившись почти на 74 % по сравнению с показателем 2017 года. Итоговая сумма чистой прибыли компании за 2018 год — 12,0 млн долл. (при показателе 2017 года — 6,9 млн долл.).

## Бренды

### Prestigio
В 2011 году ASBIS начинает продавать планшетные компьютеры, а с 2012 года – смартфоны под собственной торговой маркой Prestigio. GPS-навигатор Prestigio занял первое место по продажам в России с долей рынка в 28,5 %. В 2012 году газета «Ведомости» объявила, что в соответствии с данными SmartMarketing, Prestigio вошёл в топ-4 поставщиков планшетных компьютеров в России.
В апреле 2013 года компания ASBIS начала сотрудничество с Intel по поводу разработки нового смартфона под брендом Prestigio. Результатом сотрудничества компаний стал, поступивший на рынок в августе 2013 года, смартфон Prestigio MultiPhone PAP5430 с процессором Intel Atom Z2420.
24 октября 2013 года компания Prestigio в сотрудничестве с компанией MediaTek представили новые модели планшетных компьютеров, созданные на базе процессора MediaTek MT8389.